# 野付風蓮道立自然公園

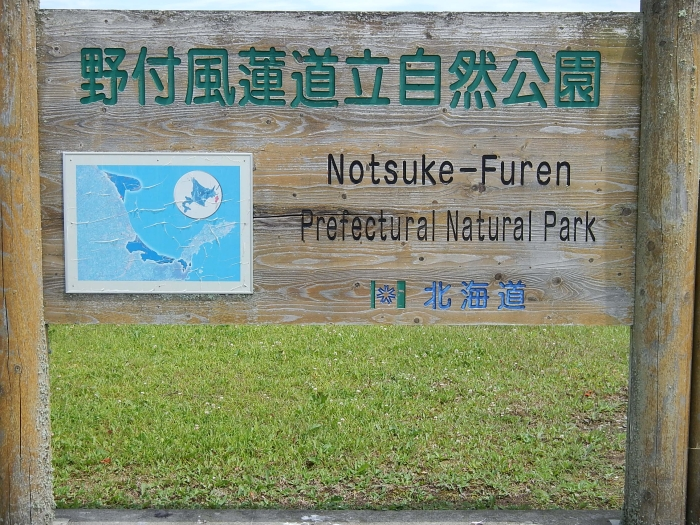
野付風蓮道立自然公園の標識

野付風蓮道立自然公園（のつけふうれんどうりつしぜんこうえん）は、北海道根室市、野付郡別海町、標津郡標津町にある自然公園（都道府県立自然公園）。

## 概要
野付半島地区と風蓮地区の2つに分けられており、日本国内最大の規模をもつ鉤状の砂嘴を形成している野付半島、海跡湖の風蓮湖、温根沼（おんねとう）、長節湖（ちょうぼしこ）、根釧台地を背景とした砂浜海岸やヨシに覆われた湿原など、北海道らしい景観を有している。野付半島・野付湾と風蓮湖・春国岱が「ラムサール条約」登録湿地になっており、「野付半島・野付湾」と「風蓮湖」として国の「鳥獣保護区」に指定されている。トドワラは「日本の渚百選」に選定されている。
環境省が実施した「国立・国定公園総点検事業」のフォローアップにより、国定公園の新規指定候補地に選定されている。

## 自然
野付半島地区は森林景観、草原景観、小島景観、水面景観の自然景観があり、海と陸が1つになった水平的で広大的な景観である。また、トドワラやナラワラ、原生花園などが特異な植物景観を形成している。干潟や湿原には雁・カモ、シギ・チドリなどが飛来する。国の特別天然記念物であるタンチョウが営巣するほか、アカアシシギは日本国内で最初に繁殖が確認されて以来、春国岱とともに国内で唯一の繁殖地になっている。また、冬季には多数のオジロワシ、オオワシが飛来するが、一部のオジロワシは越夏して繁殖している。
風蓮地区は台地から流れる河川が湖沼に注いで河口を中心に低層湿原地帯を形成している。風蓮湖は根室湾の沿岸流によってつくられた砂州が発達しており、春国岱には世界的にも珍しい砂丘にあるアカエゾマツの林が存在している。また、走古丹（はしりこたん）の砂丘にはミズナラの林、白鳥台（はくちょうだい）から別当賀川（べっとががわ・べっとうががわ）にかけての国道沿いにはトドマツの林を見ることができる。広大な湖沼と干潟は水鳥の飛来地になっており、タンチョウは釧路湿原とともに貴重な繁殖地になっているほか、シマフクロウ、オジロワシ、クマゲラ、ヒシクイなどの鳥類も生息している。

## 景勝地

### 野付地域
野付地域
- ボンニタイ（ボンニッタイ）
- 野付半島

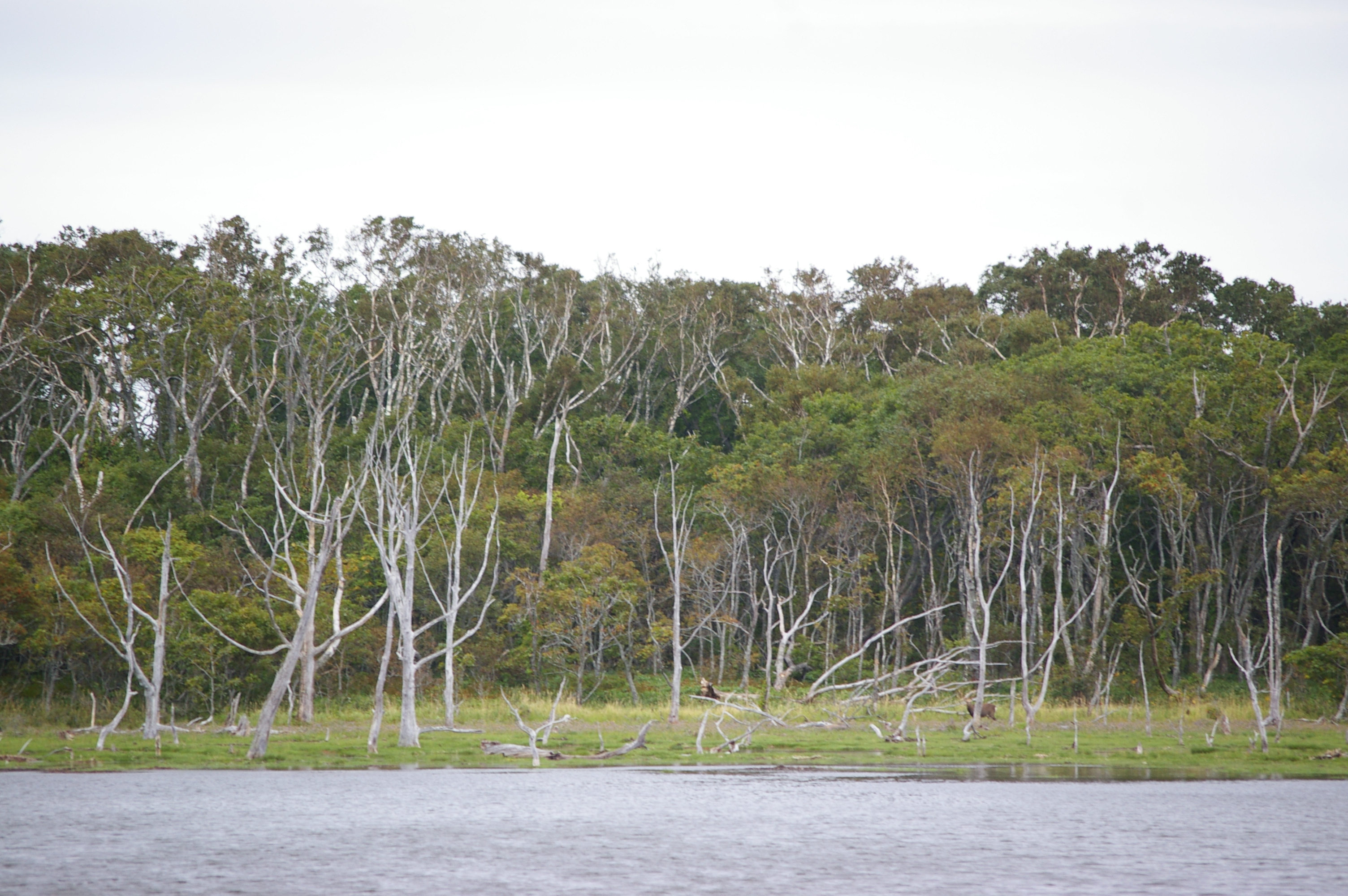
ナラワラ・トドワラ
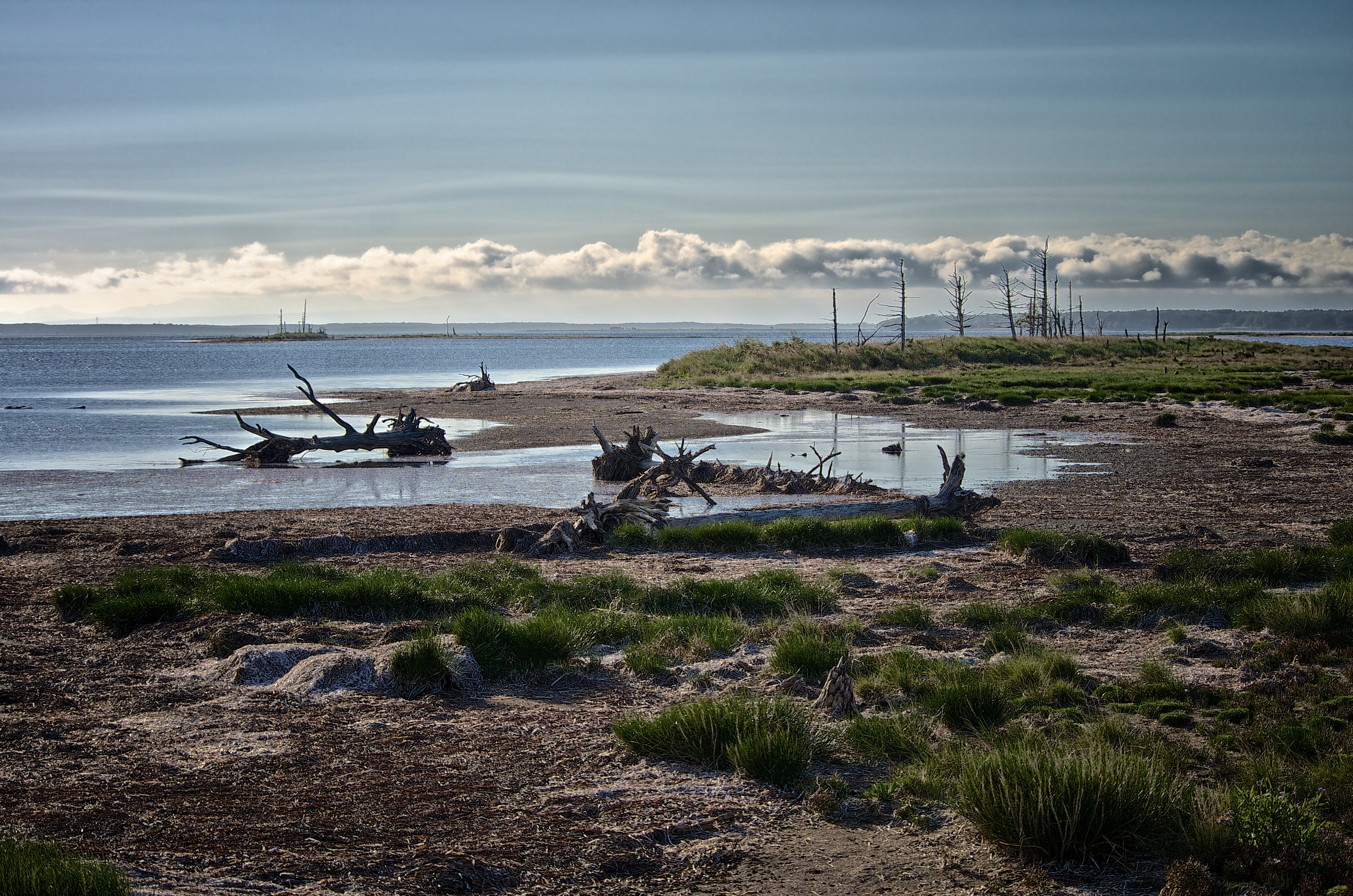
トドワラ

- 野付湾
- 白鳥台

- ナラワラ
- トドワラ

### 風蓮地域

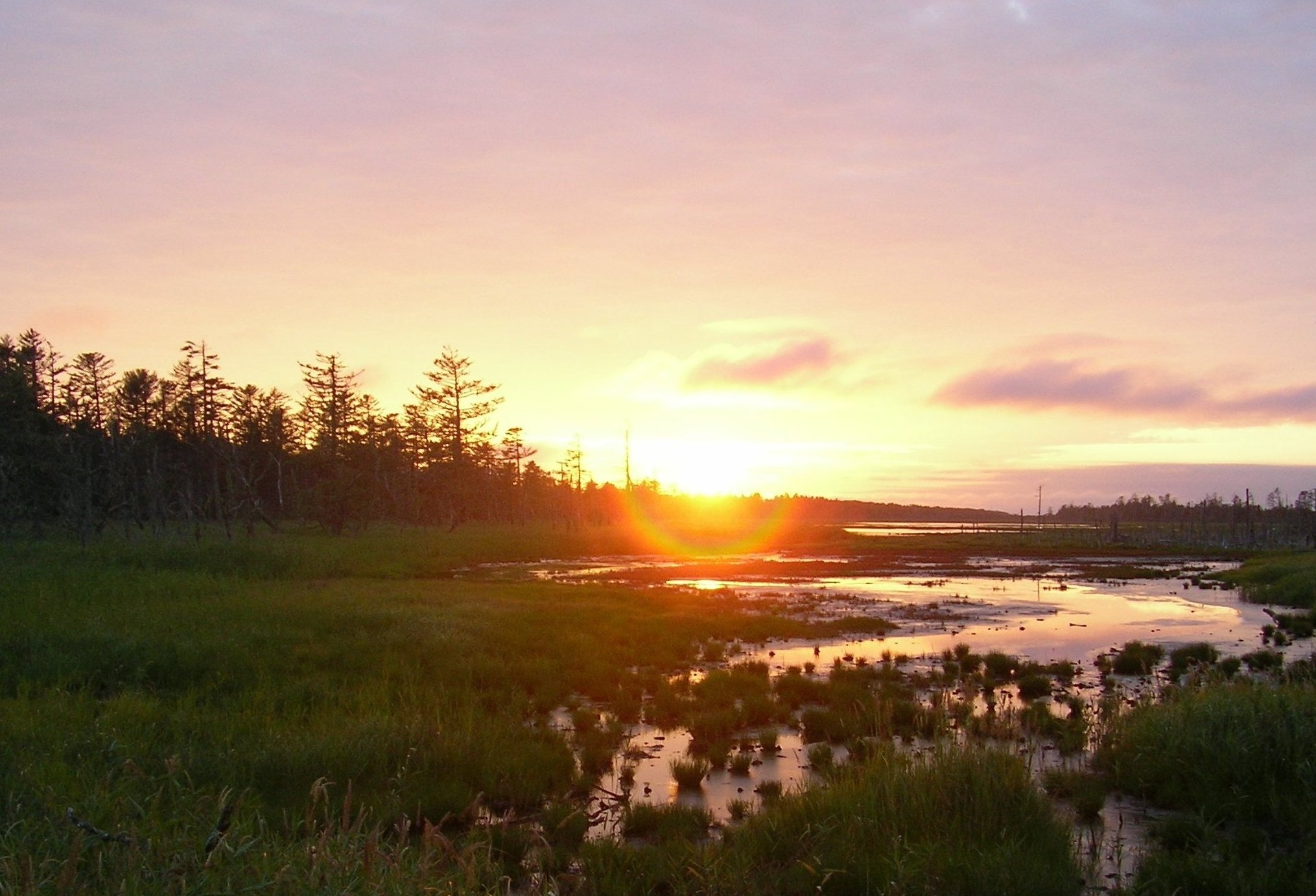
夕刻の春国岱

風蓮地域
- 温根沼
- 長節湖
- 春国岱
- 風蓮湖
- 走古丹

- 夕刻の春国岱

## 施設
- 野付半島ネイチャーセンター[8] - 野付郡別海町野付63
- 道の駅おだいとう - 野付郡別海町尾岱沼5
- 道の駅スワン44ねむろ - 根室市酪陽1
- 根室市春国岱原生野鳥公園ネイチャーセンター[9] - 根室市東梅103

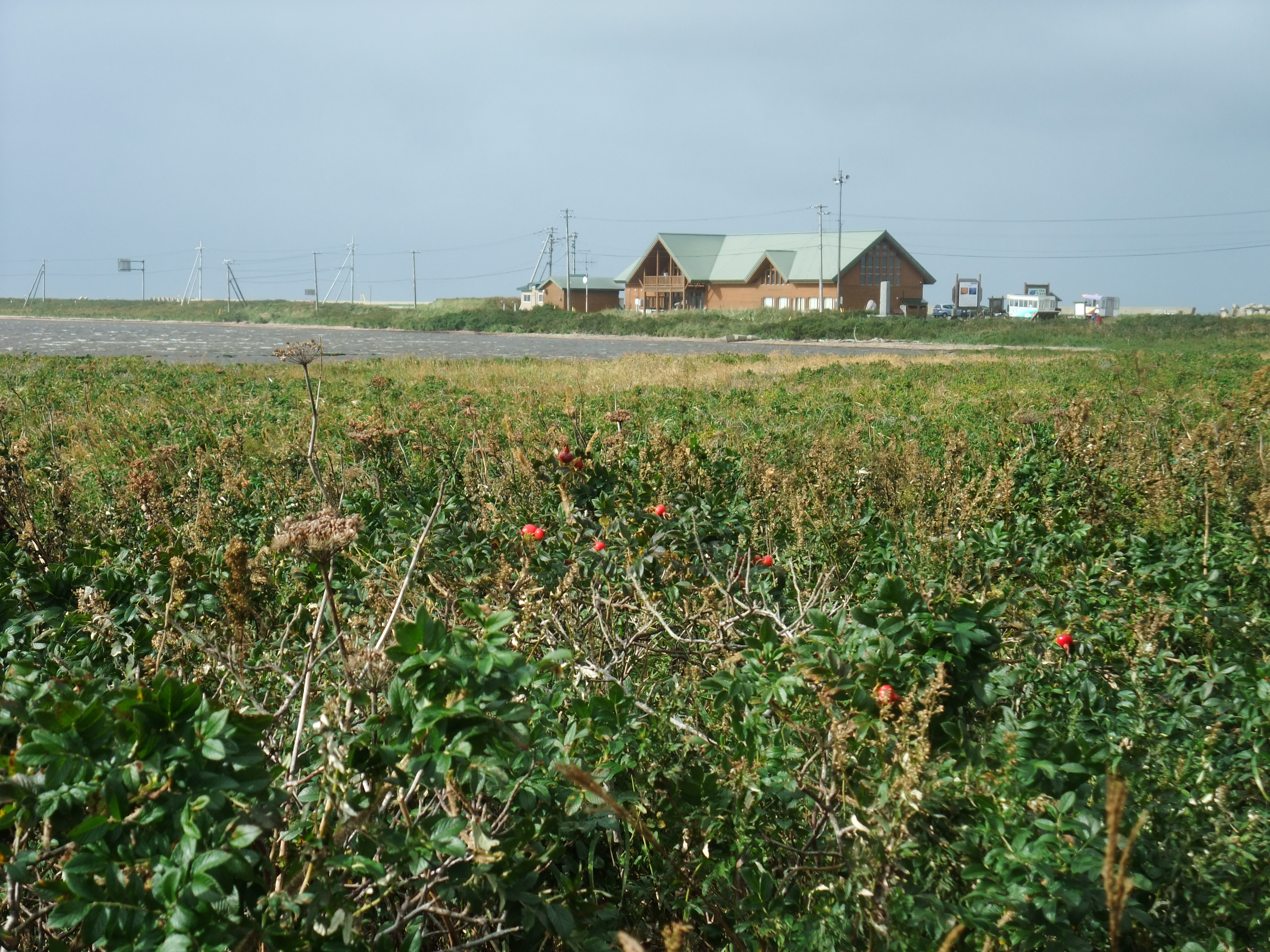
野付半島ネイチャーセンター
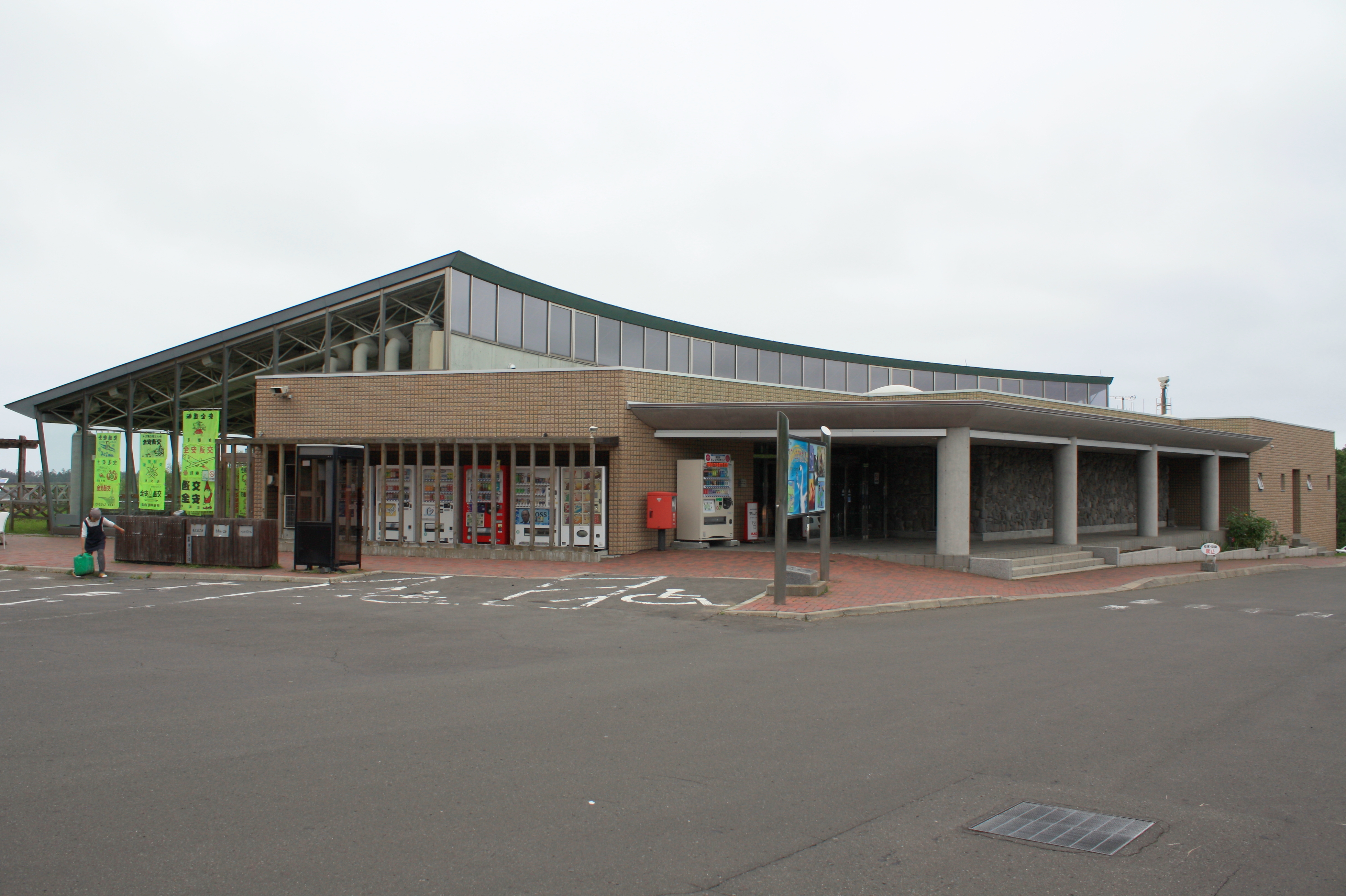
道の駅スワン44ねむろ

## 参考資料
- “野付風蓮道立自然公園管理指針” (PDF).  北海道 (2001年). 2017年2月10日閲覧。